# Rastislav al Moraviei
Rastislav, de asemenea numit Rastiz și Rostislav (în latină Rastiz / Rasticius /Resticius, în greacă Rasisthlabos; n. 820 d.Hr., Moravia Mare – , Regensburg, Francia Răsăriteană), aparținând dinastiei Mojmir, a fost conducătorul Moraviei între anii 846 și 870, fiind menționat în sursele contemporane ca „rex” (rege) și „regulus” (rege mic).
Numit principe al Moraviei de Ludovic Germanul, regele Franciei Răsăritene, Rastislav a dus o politică consecventă de independență față de suveranul său începând din anii 850, profitând de conflictele interioare din imperiu franc. El a devenit treptat un conducător de importanță europeană, în mare măsură independent. Pentru a asigura independența Moraviei, Rastislav s-a străduit să creeze o arhiepiscopie proprie, independentă de clerul bavarez. În anul 863, la inițiativa sa, cărturarii bizantini Chiril și Metodiu au venit în Moravia și au înființat Biserica moravă care folosea limba slavă veche. În anul 870 Arhiepiscopia Moravei a fost fondată de papa Adrian al II-lea, care l-a numit Arhiepiscop de Sirmium pe Metodiu.
În același an Rastislav a fost înlocuit cu nepotul, Svatopluk I, care l-a capturat și l-a predat regelui Ludovic Germanul. Acesta l-a închis într-o mănăstire bavareză unde a murit la o dată necunoscută. În 1994 Rastislav a fost canonizat de Biserica Ortodoxă Cehă și Slovacă, numit „Sfântul Rastislav” în Slovacia și Cehia (în slovacă Svätý Rastislav, în cehă Svatý Rostislav).

## Biografie

### Ascensiunea la tron

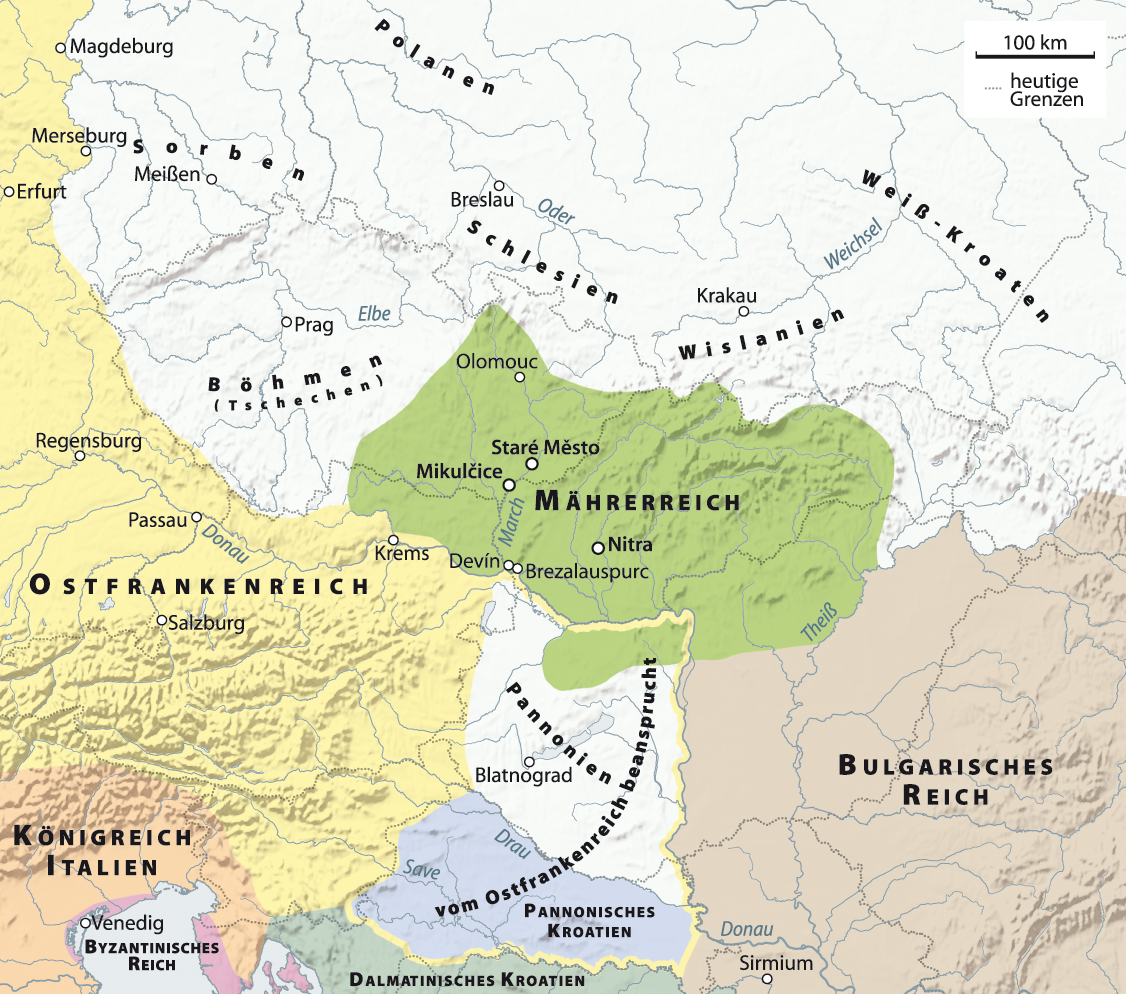
Granițele aproximative ale Moraviei în timpul principelui Rastislav

Rastislav a fost nepotul principelui morav Mojmir I (c. 830 – 846). Nu se știe nimic despre viața sa înainte de anul 846, dar se presupune că anterior a trăit la curtea regelui franc, Ludovic Germanul ca garanție pentru principele Mojmir I. Potrivit unei alte teorii, Rastislav a fost un principe de Nitra înainte de 846. Conform istoricului Tomáš Pešina, Rastislav era fiul unui anume Boso și avea un frate, Bogislav, soția sa fiind o prințesă dalmată, Miloslava. Aceste afirmații nu au însă o susținere solidă.
În august 846, după ce și-a îndreptat oastea împotriva moravilor, Ludovic Germanul l-a numit conducător al Moraviei pe Rastislav de la care a cerut supunere și loialitate, un număr mare de ostatici și plata anuală a unui tribut. Contextul invadării Moraviei de către bavarezi este controversat în rândul istoricilor: ea s-a datorat unei rebeliuni a lui Mojmir I, disputelor succesorale după moartea acestuia sau politicii de putere. Inițial, încrederea lui Ludovic Germanul în Rastislav pare să fi avut o bază stabilă deoarece nu există informații referitoare la vreo rebeliune a moravilor în primii ani de domnie.

### Principe al Moraviei (846 – 870)
După ce Ludovic Germanul l-a instalat ca vasal în 846, la începutul anilor 850 Rastislav s-a simțit sigur pe sine pentru a contesta supremația francă și s-a aliat politic în mod repetat cu oponenții regelui franc. În 853 bulgarii împreună cu slavii au întreprins o campanie de jefuire în Francia Răsăriteană, la care se pare că au participat și moravii. În 854 Rastislav a sprijinit rebeliunea lui Ratpot, guvernator bavarez al Mărcii de Austria, împotriva lui Ludovic Germanul. Până în anul 855 Rastislav a încorporat în Moravia teritoriul dintre râul Thaya și Dunăre, precum și teritorii din estul Slovaciei, unde a construit fortărețele.
După îndepărtarea lui Ratpot, Ludovic Germanul a preluat controlul teritoriului estic bavarez și a început a doua sa invazie a Moraviei în anul 855 pentru a-l supune pe rebelul Rastislav. Campania a eșuat datorită construcției neobișnuite a zidurilor cetății morave menționate în Annales Fuldenses. Săpăturile arheologice confirmă că Moravia avea peste 30 de cetăți fortificate în secolul al IX-lea. Acestea variau de la cetăți mai mici care protejau granițele Moraviei, până la orașe mari fortificate, situate în regiunea centrală. Cea mai mare fortăreață din Moravia a fost descoperită lângă Mikulčice, pe râul Morava. Deoarece Ludovic nu l-a putut învinge pe Rastislav, armata sa s-a retras jefuind Moravia. La rândul lor moravii au contraatacat, au trecut Dunărea și au jefuit mai multe orașe bavareze de lângă graniță.

### Cârmuitor suveran

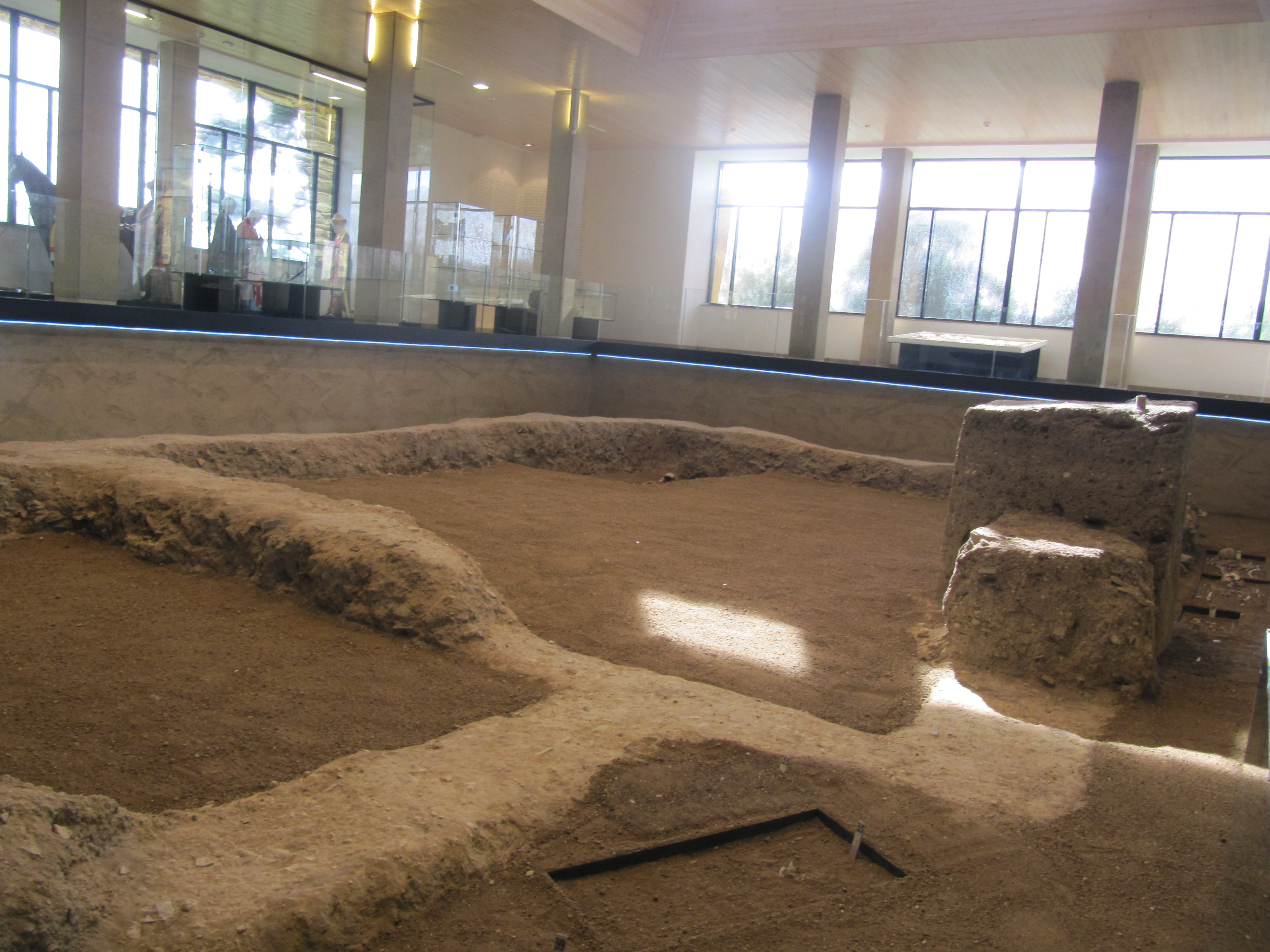
Rămășițe ale temeliei unei așezări nefortificate descoperite lângă localitatea Staré Město (astăzi în Cehia)

Istoricii presupun că Rastislav a fost un conducător suveran după anul 855, deaorece cel puțin Annales Bertiniani a început să-l menționeze ca „rege” considerându-l pe Rastislav ca fiind conducătorul unui stat independent de facto. Datorită înfrângerii sale în Moravia, în 856 Ludovic a transferat fiului său, Carloman, controlul regiunii bavareze estice. Potrivit istoricului Johann Aventinus (1477 – 1534) au urmat bătălii neconcludente între Carloman și moravi în 856 și 857. Carloman și Rastislav au încheiat pace în 858 și s-au aliat împotriva lui Ludovic Germanul. Carloman a început să-i destituie și să-i expulzeze toți principii din teritoriile estice înlocuindu-i cu adepții săi. În 860 Carloman s-a răzvrătit în mod deschis împotriva tatălui său cerând jumătate din Bavaria pe lângă teritoriile deja conduse de el. Cu sprijinul lui Rastislav, el a reușit să ocupe Bavaria până la râul Inn și apoi a retras protecția acordată lui Pribina, principele Panoniei, care a murit ulterior luptând împotriva moravilor. Rastislav atinsese apogeul puterii sale și devenise o figură politică importantă în Europa.
Pentru a impune independența Moraviei și din punct de vedere ecleziastic, Rastislav a cerut papei propriul episcop pentru a scoate Biserica Moraviei de sub controlul Bisericii Franciei Răsăritene. După ce papa Nicolae I a refuzat să-i îndeplinească dorința, în 862 Rastislav a apelat la împăratul bizantin Mihai al III-lea penntru a trimite în Moravia ecleziaști învățați și un episcop care să „aducă” moravilor credința creștină în propria limbă - slava. Bizanțul a refuzat inițial să trimită un episcop, dar i-a trimis în Moravia pe cărturarii Chiril și Metodiu, care au sosit în 863 aducând cu ei și codificarea limbii slavone vechi (scrierea chirilică). În același an, Ludovic Germanul s-a aliat cu hanul bulgar Boris I, și-a îndreptat oastea împotriva fiului său, Carloman, și l-a supus. Rastislav nu l-a ajutat pe aliatul său Carloman, poate pentru că se temea de un atac bulgaro-franc împotriva Moraviei datorită informațiilor false răspândite de Ludovic.
Atacul Franciei Răsăritene asupra Moraviei a avut loc un an mai târziu, în august 864. Ludovic plănuise invadarea Moraviei împreună cu noul său aliat, hanul Boris I, având și sprijinul papei. Deși oastea bulgară a renunțat să participe la operațiune în ultimul moment, Ludovic a reușit să obțină o victorie semnificativă, apoi a traversat Dunărea și l-a asediat pe Rastislav în fortăreața „Dowina” (deseori identificată cu Castelul Devín din Slovacia de astăzi). Neputând scăpa de asediul francilor, Rastislav s-a predat și a trebuit să dea lui Ludovic un mare număr de ostatici de rang înalt din Moravia. Ludovic nu s-a mulțumit doar cu jurământul de loialitate al lui Rastislav, ci a cerut și jurământul nobililor moravi care probabil jucau un rol important în guvernare.
Totuși, Rastislav și-a continuat politica împotriva francilor chiar și după această înfrângere. Relațiile cu Bizanțul și misiunea bizantină din Moravia au rămas neafectate, deși acestea fuseseră printre motivele principale ale invaziei lui Ludovic în Moravia. Rastislav și-a continuat alianța cu neamurile slave vecine, în special cu sârbii și cehii, pentru a îngreuna intervenția lui Ludovic Germanul împotriva sa.

### Biserica și cultura

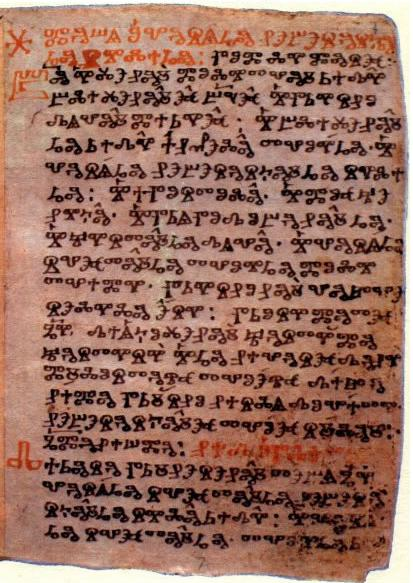
Text în slava veche, scriere glagolitică („Carte de rugăciuni, Muzeul de Istorie din Kiev)

Istoricii consideră că botezul în masă al moravilor în 831 de către episcopul Reginhar de Passau, este primul pas major spre creștinarea Moraviei, care a avut loc sub domnitorul Mojmir I. Deja în anul 852 Conciliul de la Mainz descria creștinarea moravă ca fiind „neterminată” mai ales în ceea ce privea organizarea. Preoții din Moravia erau de origini diferite, cei mai mulți erau bavarezi, dar și italieni și greci, ceea ce nu contribuia la unitatea practicii și a învățăturii bisericești. Nu existau destui preoți pentru a satisface nevoile tot mai mari ale statului morav. Istoricul Dušan Třeštík consideră că de aceea Rastislav a decis să unească acest conglomerat multicultural de preoți și să creeze propria sa „biserică națională”, independentă de episcopii franci.
Rastislav a aspirat și la o arhiepiscopie proprie, dar acest obiectiv a fost atins treptat. În primul rând, țara trebuia să aibă un număr suficient de credincioși, trebuia uniformizată doctrina, respectiv practica religioasă, și trebuia unificată rganizatoric. Abia după aceea era posibilă numirea unui episcop al țării care să hirotonească proprii preoți. Ultimul pas ar fi fost numirea unui arhiepiscop de către papă. Pentru organizarea creștinismului în Moravia, Rastislav ceruse papei Nicolae I înainte de 863 să trimită un număr de „învățători”, dar deoarece acesta era dependent de o alianță cu inamicul lui Rastislav, Ludovic Germanul, el nu a răspuns cererii.

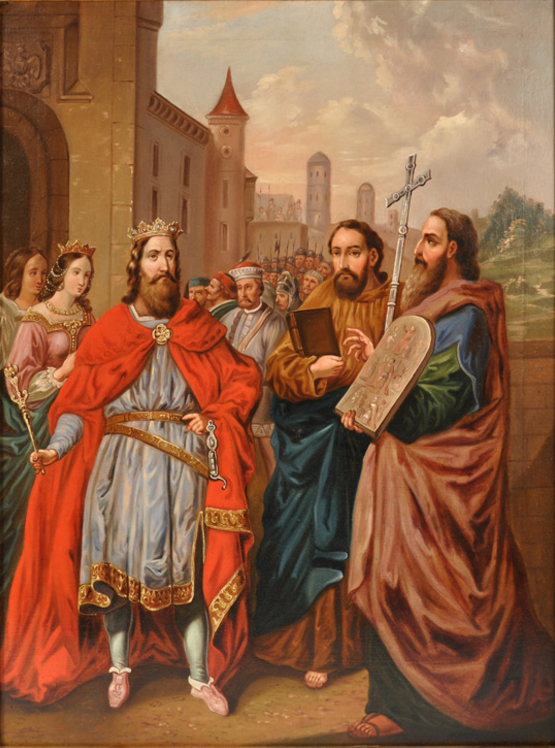
Principele Rastislav împreună cu Chiril și Metodiu (Anselm Wisiak, 1863)

În anul 862 sau 863 Rastislav, în acord cu nobilii moravi, a adresat aceeași cerere de a trimite „învățători” creștini împăratului bizantin Mihail al III-lea care i-a trimis pe frații Chiril și Metodiu în Moravia. Chiril era lingvist și profesor de filozofie la Universitatea din Constantinopol. Fratele său, Metodiu, fusese guvernator bizantin al unui principat slav. În 863 Rastislav i-a primit pe cei doi frați în Moravia.
În următorii trei ani și jumătate, Chiril și Metodiu, cu sprijinul lui Rastislav, au pregătit un mare număr de preoți în Moravia. Activitatea lor a fost facilitată de decizia celor doi frați de a preda învățătura creștină în slavă, limba maternă a moravilor. Astfel, ei au creat un alfabet propriu, așa-numita scriere glagolitică care se baza pe alfabetul grecesc. Ei au tradus în slavă părți ale Bibliei (Evangheliile, Faptele Apostolilor și Psalmii), precum și textele liturgice necesare (Crezul și rugăciunile). De asemenea, au scris o carte care cuprindea legi Zakon sudnyj ljudem (cel mai vechi document juridic slav). Cei doi misionari și-au creat un mare avantaj folosind limba slavă în liturghia bisericească față de preoții bavarezi, care celebrau slujbele în latină și aveau cunoștințe limitate de limbă slavă.  

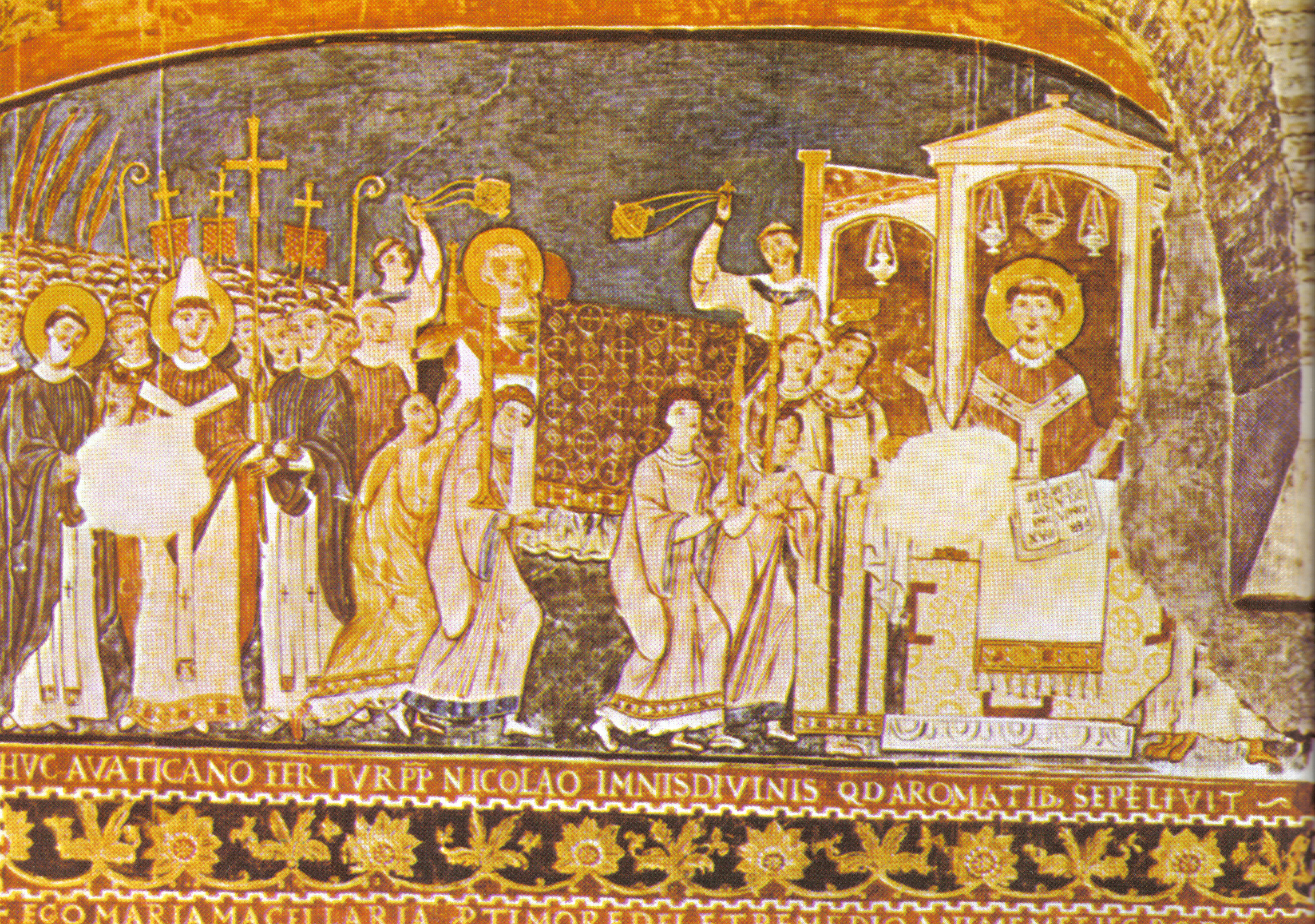
Chiril și Metodiu aducând trupul Sfântului Clement la Roma papei Adrian al II-lea (frescă în San Clemente, secolul al XI-lea)

Datorită acuzației de erezie, adusă de concurenții lor bavarezi, că foloseau o limbă necanonice, cei doi frați ecleziaști au fost nevoiți să aducă justificări papalității. Călătorind la Roma în 867, ei au obținut recunoașterea limbii liturgice slave de către papa Adrian al II-lea care l-a numit pe Metodiu în anul 868 legat papal al Moraviei și Panoniei. Chiril a murit într-o mănăstire la Roma în 869. Metodiu a devenit Arhiepiscop de Sirmium în 870 când a fost înființată provincia ecleziastică independentă moravo-panonică subordonată direct Curiei Romane.

### Sfârșitul cârmuirii
Misiunea celor doi frați a avut o semnificație profundă pentru dezvoltarea culturală ulterioară nu numai a Moraviei, ci și a Europei de Est. Metodiu a avut merite deosebite în pregătirea și hirotonirea preoților slavi care au ținut primele liturghii în limba slavonă veche din imperiu.
În februarie 868 Metodiu și trei dintre ucenicii săi (Gorazd, Kliment și Naum) au fost hirotoniți preoți la Roma, iar alți doi au fost hirotoniți diaconi. În martie 868, papa a permis ca limba liturgică slavonă să fie folosită ca a patra limbă în Biserică alături de latină, greacă și ebraică, permisiune ce nu a mai fost dată pentru o altă limbă până în secolul al XX-lea de nici un alt papă.
În Moravia, după un atac reînnoit, dar fără succes, al francilor, Rastislav a dat Principatul Nitra (adică întreaga parte estică a Moraviei) ca feudă nepotului său, Svatopluk I, Imperiul Moraviei fiind astfel împărțit. Atât Rastislav, cât și Svatopluk au trebuit să respingă alte atacuri în 868 și 869. În 869 Ludovic Germanul a atacat din nou. A ajuns din nou la cetatea lui Rastislav și din nou nu a putut să o cucerească.
În 870 Svatopluk I s-a aliat cu Francia Răsăritean și a recunoscut suveranitatea ei față de principatul Nitra. Rastislav a încercat să-l ucidă, dar acesta l-a capturat și l-a predat francilor în noiembrie 870. Rastislav a fost judecat și pedepsit prin orbire. A fost apoi ținut prizonier în diferite mănăstiri bavareze (împreună cu arhiepiscopul Metodiu, capturat în primăvara anului 870, pe drumul de la Roma spre Moravia, din ordinul episcopilor bavarezi) și a murit după 870.
După moartea sa, disputele asupra puterii au început în Imperiul Morav. Svatopluk a ridicat pretenții, dar Ludovic a dat controlul Slovaciei margrafilor Wilhelm al II-lea și Engelschalk I.
În 1994 Rastislav a fost canonizat de Biserica Ortodoxă Cehă și Slovacă la Prešov.